# Università di Timbuctù

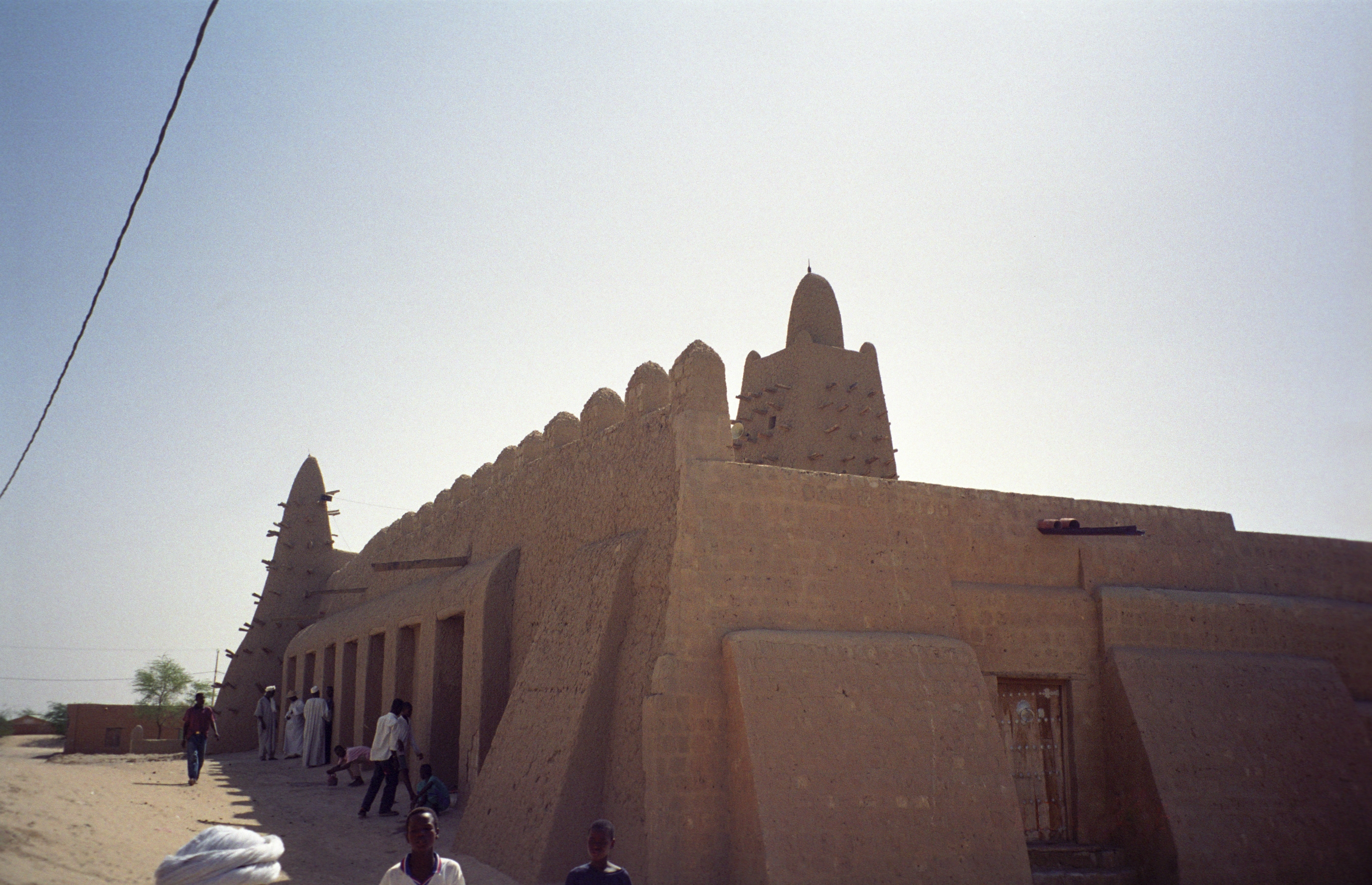
Esterno della masjid Djinguereber

L'università di Timbuctù è stata fondata nel XII secolo. Situata nella città di Timbuctù, Mali, Africa occidentale, era composta da tre scuole: la Masjid Djinguereber, la Masjid Sidi Yahya e la Masjid Sankoré. Durante il XII secolo l'università ha contato circa 25.000 studenti provenienti dall'Africa e da altre parti del Mediterraneo, in una città di circa 100.000 persone. C'erano quattro livelli curricolari: "laurea primaria", "laurea secondario", "laurea superiore" e "circolo della conoscenza". Oltre agli insegnamenti religiosi erano incluse anche altre materie come geografia, matematica, scienza e medicina.

## Storia
Originariamente nato come insediamento durante l'XI secolo, Timbuctù crebbe rapidamente in importanza e divenne un insediamento permanente prima dell'inizio del XII secolo. Grazie alla fiorente economia, basata sul commercio di libri, sale, oro, spezie e coloranti, fiorì una forte concentrazione di ricchezza e intellettuali. La quantità di libri in città crebbe, arrivando fino a 20.000 unità.